# へら専科
『へら専科』（へらせんか）は、メディアボーイから発売されているへら鮒釣り専門誌である。

## 概要
- 1984年創刊。発売日は毎月4日。
- ヘラブナ釣りファンをターゲットに発刊された月刊誌。トップクラスの名人が多数出演し、写真・イラストを多用して季節に応じた最新テクニックを中心に紹介している。釣るまでのプロセス・釣るための技術を掘り下げて解説することで、釣行の際の大きな目安となっている。さらに読者の幅広いニーズに応えるため、初級者用の企画、旬の釣り場紹介、ロマンを求めた釣行記、道具づくりの企画、ヘラ女子が活躍する企画などを連載し、初級者から上級者、野釣り派から競技派までを対象にした誌面構成となっている。また、読者投稿も充実し、「読者至上主義」の編集方針は崩れることがない。

## 関連書籍
- へら専科ムック (MOOK)

　ロングセラーとなった「釣れるヘラエサ」「新・1から始めるヘラブナ釣り」「新・釣れるヘラエサ」「ザ・底釣り」「関東一円ヘラブナ釣り場ガイド」「別冊へら専科１」はヘラブナ釣り専門店の常備本となり、これらは完売した。その他、「ヘラブナ攻略打開策」「ヘラブナ釣り最新バイブル」「別冊へら専科」シリーズ（2～5）、「ヘラブナセット釣り大全」「ザ・宙釣り」などがある。
　DVD付きムックは「ザ・底釣りDVDパート1」「ザ・底釣りDVDパート2」「ザ・段底DVD」が完売、その他「釣れるヘラウキ」「ヘラブナ食い渋りBible」があり、これらもヘラブナ釣り専門店の常備本となっていて、ロングセラーになっている。

## 編集部
- 編集人・発行人 - 熊谷貴幸